# Courcelles-au-Bois
Courcelles-au-Bois är en kommun i departementet Somme i regionen Hauts-de-France i norra Frankrike. Kommunen ligger i kantonen Acheux-en-Amiénois som tillhör arrondissementet Amiens. År 2022 hade Courcelles-au-Bois 70 invånare.

## Befolkningsutveckling
Antalet invånare i kommunen Courcelles-au-Bois
| Referens: INSEE |